# Кромфорлендер
Кромфорлендер (нем. kromfohrländer) — порода собак, выведенная в Германии в 1940—1950-е годы, является одной из новейших немецких пород. В настоящее время[когда?] встречается очень редко не только на родине, но и за её пределами.
Название породы происходит от региона «Крумме фурхе», что на верхненемецком диалекте звучит как «кромфор».

## История породы
Родоначальником породы является кобель по кличке Питер — бездомный пёс, которого приютили солдаты американской армии во Франции во время Второй мировой войны. Метис, как полагают, большого вандейскиго гриффона и фокстерьера настолько приглянулся солдатам, что он стал их талисманом. Но позже, когда американский отряд, взяв с собой Питера, двинулся на запад — в Германию, собака решила покинуть своих боевых товарищей и вернуться к бродячей жизни на новых землях. И тут ему снова улыбнулась удача: он был подобран местной женщиной Илзе, женой адвоката в Зигене, что в Северном Рейне-Вестфалии.
С этого и началась история кромфорлендера. Питера повязали с фокстерьером по кличке Фифи, и рождённые щенки были идентичными своему отцу по типу, размеру, структуре шерсти и окрасу. Кроме того, у них был замечательный характер, так что Илзе решила не останавливаться на одном помёте. Позже к её делу присоединился Отто Борнер, такой же любитель собак, которого кромфорлендеры не оставили равнодушным. Вместе они вели программу по усовершенствованию породы и уже через 10 лет смогли добиться однотипности у всех щенков. Кромфорлендеры были признаны FCI в 1955 году. Тогда же был написан первый стандарт породы, в который вносились изменения в 1968, 1986 и 1998 годах.
В настоящее время порода очень редкая. Питомники кромфорлендеров есть в Германии, Финляндии, Швеции, США и других странах.

## Внешний вид

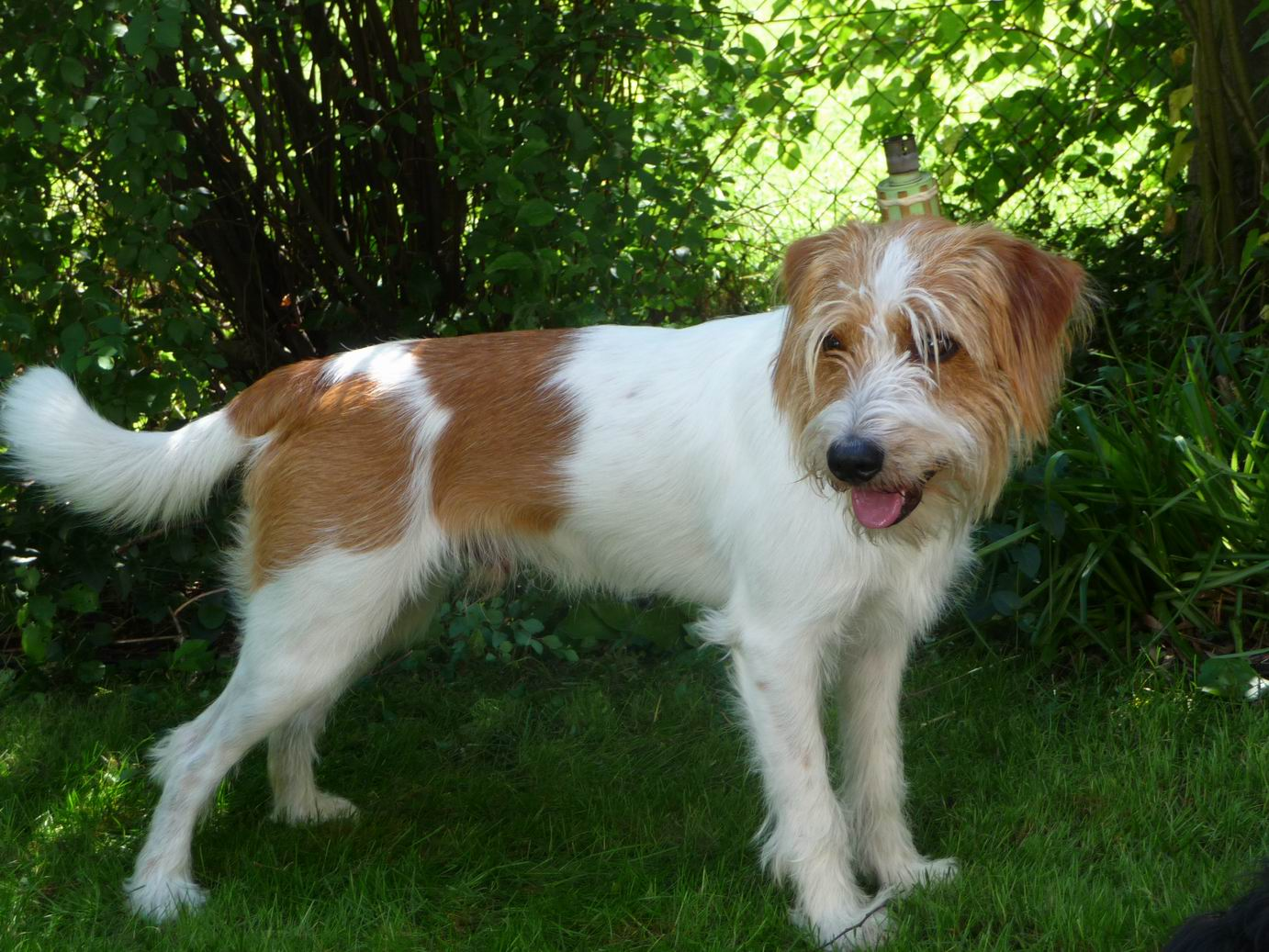
Жесткошёрстный кромфорлендер

Допускаются два типа шерсти: жесткошёрстный и прямошёрстный. При жёстком типе обязательна «борода». Длина шерсти на теле в обоих случаях не должна превышать 7 см. Надо заметить, что отличия эти весьма существенны: так, жесткошёрстные кромфорлендеры похожи на терьеров, в то время как прямошерстные особи больше напоминают спаниелей. Основной цвет шерсти — белый, обязательны пятна различных оттенков коричневого на корпусе. На голове должна образовываться «маска»: коричневые пятна на щеках, над глазами и на ушах, как можно более симметрично разделённые белой проточиной, которая доходит до лба.
Голова с хорошо выраженным стопом. Губы должны быть пропигментированы, коричневый нос допускается. Глаза среднего размера, овальные, немного раскосые, тёмно-коричневого (предпочтительно) или коричневого цвета. Уши треугольной формы с закругленными концами, должны прилегать к голове.
Рост — 38—46 см вне зависимости от пола. Вес кобелей — 11—16 кг, сук — 9—14 кг.

## Темперамент, здоровье, содержание и уход
Будучи весьма контактной и послушной собакой, кромфорлендеру хочется постоянно быть рядом с семьёй. Они очень умны, к тому же всегда рады общению и работе с хозяином, что позволяет им не только с лёгкостью учить базовые команды, но и выполнять различные трюки и заниматься аджилити, обидиенсом и другими видами спорта. Кромфорлендеры менее импульсивны и суетливы, чем терьеры, но они так же очень активны, поэтому не подойдут для людей, которые не могут или не хотят заниматься с собакой. С незнакомцами держатся насторожено, но не агрессивно. Охотничий инстинкт практически отсутствует, поэтому они могут ладить не только с людьми и собаками, но и с мелкими домашними животными.
Кромфорлендеры наиболее подвержены следующим заболеваниям: эпилепсия, цистинурия, кератоз, вывих коленной чашечки. У пожилых особей нередко наблюдается почечная недостаточность и Болезнь Иценко — Кушинга.
Может жить в городской квартире, но при условии регулярных прогулок со значительными физическими нагрузками. В частном доме — только с постоянным проживанием в доме с людьми. Уход за шерстью нетрудный. Линька обычно происходит два раза в год. Могут быть проблемы с аппетитом, но с учётом доступности различных кормов это не является проблемой. Как уже говорилось, ввиду своей активности и способности к обучению кромфорлендеры хорошо подходят для занятий различными видами кинологического спорта: обидиенсом, аджилити, фристайлом и др.